# Halifax (Vermont)
Halifax – miasto w Stanach Zjednoczonych, w stanie Vermont, w hrabstwie Windham.